# Grandfontaine (Doubs)
Grandfontaine é uma comuna francesa na região administrativa de Borgonha-Franco-Condado, no departamento de Doubs. Estende-se por uma área de 5,68 km². Em 2010 a comuna tinha 1 749 habitantes (densidade: 307,9 hab./km²).